# Tabel van gemeenten in Gelderland
Hieronder staat een tabel van alle 51 gemeenten in de Nederlandse provincie Gelderland
| Gemeente          | Inwoners | Landoppervlakte (km²) | Grootste plaatsen                                                   | Locatie        |
| ----------------- | -------- | --------------------- | ------------------------------------------------------------------- | -------------- |
| Aalten            | 27.308   | 96,54                 | Bredevoort, De Heurne, Dinxperlo                                    | Kaart gemeente |
| Apeldoorn         | 168.212  | 339,89                | Apeldoorn, Beekbergen, Loenen, Ugchelen                             | Kaart gemeente |
| Arnhem            | 167.651  | 97,82                 | Schaarsbergen                                                       | Kaart gemeente |
| Barneveld         | 62.603   | 175,90                | Garderen, Kootwijkerbroek, Terschuur, Voorthuizen                   | Kaart gemeente |
| Berg en Dal       | 35.478   | 86,31                 | Beek, Breedeweg, Millingen aan de Rijn, Ooij, Ubbergen              | Kaart gemeente |
| Berkelland        | 43.928   | 258,06                | Eibergen, Neede, Ruurlo                                             | Kaart gemeente |
| Beuningen         | 26.723   | 43,65                 | Beuningen, Ewijk, Weurt, Winssen                                    | Kaart gemeente |
| Bronckhorst       | 36.119   | 283,50                | Hengelo (gemeentehuis), Steenderen, Vorden, Zelhem                  | Kaart gemeente |
| Brummen           | 21.282   | 83,65                 | Eerbeek, Brummen                                                    | Kaart gemeente |
| Buren             | 27.777   | 133,89                | Lienden, Buren, Maurik (gemeentehuis), Beusichem                    | Kaart gemeente |
| Culemborg         | 29.931   | 29,29                 | Culemborg                                                           | Kaart gemeente |
| Doesburg          | 11.081   | 11,53                 | Doesburg                                                            | Kaart gemeente |
| Doetinchem        | 59.613   | 79,05                 | Doetinchem, Gaanderen, Wehl                                         | Kaart gemeente |
| Druten            | 19.581   | 37,64                 | Afferden, Deest, Horssen                                            | Kaart gemeente |
| Duiven            | 24.869   | 33,90                 | Duiven, Groessen                                                    | Kaart gemeente |
| Ede               | 123.489  | 318,18                | Ede, Bennekom, Lunteren                                             | Kaart gemeente |
| Elburg            | 23.906   | 63,82                 | Doornspijk, Elburg, 't Harde                                        | Kaart gemeente |
| Epe               | 33.168   | 156,07                | Epe, Vaassen                                                        | Kaart gemeente |
| Ermelo            | 27.859   | 85,63                 | Ermelo, Horst                                                       | Kaart gemeente |
| Harderwijk        | 49.378   | 38,89                 | Harderwijk, Hierden                                                 | Kaart gemeente |
| Hattem            | 12.623   | 23,08                 | Hattem                                                              | Kaart gemeente |
| Heerde            | 19.227   | 78,74                 | Heerde, Wapenveld                                                   | Kaart gemeente |
| Heumen            | 16.839   | 39,76                 | Malden                                                              | Kaart gemeente |
| Lingewaard        | 47.342   | 62,00                 | Bemmel, Gendt, Huissen                                              | Kaart gemeente |
| Lochem            | 34.314   | 213,03                | Eefde, Laren, Lochem                                                | Kaart gemeente |
| Maasdriel         | 26.190   | 66,11                 | Ammerzoden, Hedel, Kerkdriel, Rossum                                | Kaart gemeente |
| Montferland       | 36.879   | 105,70                | Didam, 's-Heerenberg, Beek, Zeddam                                  | Kaart gemeente |
| Neder-Betuwe      | 25.701   | 59,98                 | Dodewaard, Kesteren, Ochten, Opheusden                              | Kaart gemeente |
| Nijkerk           | 45.358   | 69,34                 | Nijkerk, Hoevelaken, Nijkerkerveen                                  | Kaart gemeente |
| Nijmegen          | 187.011  | 53,09                 | Oosterhout, Lent, Nijmegen: Dukenburg, Lindenholt                   | Kaart gemeente |
| Nunspeet          | 29.074   | 128,74                | Elspeet, Nunspeet                                                   | Kaart gemeente |
| Oldebroek         | 24.276   | 97,65                 | Oldebroek, Wezep                                                    | Kaart gemeente |
| Oost Gelre        | 29.971   | 109,93                | Lichtenvoorde, Groenlo                                              | Kaart gemeente |
| Oude IJsselstreek | 39.396   | 136,15                | Gendringen, Silvolde, Terborg, Ulft, Varsseveld                     | Kaart gemeente |
| Overbetuwe        | 48.909   | 109,19                | Elst, Heteren, Zetten                                               | Kaart gemeente |
| Putten            | 24.975   | 85,22                 | Putten, Krachtighuizen                                              | Kaart gemeente |
| Renkum            | 31.419   | 45,95                 | Oosterbeek, Renkum                                                  | Kaart gemeente |
| Rheden            | 43.656   | 81,74                 | Dieren, Rheden, Velp                                                | Kaart gemeente |
| Rozendaal         | 1.831    | 27,90                 | Rozendaal                                                           | Kaart gemeente |
| Scherpenzeel      | 10.344   | 13,79                 | Scherpenzeel                                                        | Kaart gemeente |
| Tiel              | 42.372   | 32,88                 | Tiel                                                                | Kaart gemeente |
| Voorst            | 25.383   | 122,97                | Twello                                                              | Kaart gemeente |
| Wageningen        | 42.616   | 30,42                 | Wageningen                                                          | Kaart gemeente |
| West Betuwe       | 52.947   | 216,12                | Asperen, Beesd, Geldermalsen, Meteren                               | Kaart gemeente |
| West Maas en Waal | 20.327   | 76,76                 | Beneden-Leeuwen, Boven-Leeuwen, Dreumel, Wamel                      | Kaart gemeente |
| Westervoort       | 15.152   | 7,03                  | Westervoort                                                         | Kaart gemeente |
| Wijchen           | 41.543   | 66,18                 | Alverna, Wijchen, Woezik                                            | Kaart gemeente |
| Winterswijk       | 29.235   | 138,14                | Meddo, Winterswijk                                                  | Kaart gemeente |
| Zaltbommel        | 30.418   | 79,38                 | Aalst, Brakel, Bruchem, Gameren, Nederhemert, Zaltbommel, Zuilichem | Kaart gemeente |
| Zevenaar          | 45.050   | 92,60                 | Angerlo, Babberich, Giesbeek, Lobith, Pannerden, Tolkamer, Zevenaar | Kaart gemeente |
| Zutphen           | 48.746   | 40,95                 | Zutphen, Warnsveld                                                  | Kaart gemeente |

Drenthe · Flevoland · Friesland · Gelderland · Groningen · Limburg · Noord-Brabant · Noord-Holland · Overijssel · Utrecht · Zeeland · Zuid-Holland